# 尖吻鮈南極魚
尖吻鮈南極魚為輻鰭魚綱鱸形目南極魚亞目南極魚科的其中一種，分布於南冰洋的法屬南部領地海域，棲息深度30-300公尺，體長可達35公分，生活習性不明。

## 擴展閱讀
維基物種上的相關：尖吻鮈南極魚